# 2014 par pays en Océanie
Les événements de l'année 2014 en Océanie. Cet article traite des événements ayant marqué les pays situés en Océanie.
2012 par pays en Océanie - 2013 par pays en Océanie - 2014 - 2015 par pays en Océanie - 2016 par pays en Océanie
2012 en Océanie - 2013 en Océanie - 2014 en Océanie - 2015 en Océanie - 2016 en Océanie

## Australie
- 20 avril : Décès de Neville Wran (né le 11 octobre 1926), président du parti travailliste australien de 1980 à 1986 et Premier ministre de Nouvelle-Galles du Sud de 1976 à 1986[1].
- 17 juillet : Après tout juste deux ans d'application, la taxe carbone est abrogée par le Parlement, à l'initiative du premier ministre conservateur Tony Abbott, « faisant de l'Australie le premier pays à revenir sur une telle mesure environnementale ». L'opposition travailliste dénonce ce recul[2],[3].
- 29 août : Décès de Bill Kerr (né le 10 juin 1922), acteur australien[4].
- 14 septembre : À la requête des États-Unis, Tony Abbott annonce l'envoi de 600 soldats australiens et de huit avions de combat Super Hornet aux Émirats arabes unis, prêts à être déployés contre l'État islamique en Irak[5]. Le 3 octobre, l'Australie annonce sa participation aux frappes aériennes de la coalition internationale contre l'État islamique, « à la demande du gouvernement irakien »[6].
- 15 octobre : Le romancier australien Richard Flanagan remporte le Prix Booker[7].
- 21 octobre : Décès de Gough Whitlam (né le 11 juillet 1916), premier ministre d'Australie de 1972 à 1976 et initiateur d'importantes réformes sociétales[8].
- 15 décembre : Prise d'otages à Sydney. Un homme prend en otage dix-sept personnes dans un café. Deux des otages, ainsi que le preneur d'otage, sont tués lors d'un assaut par la police[9].

## Îles Cook
- 9 juillet : Élections législatives. Le premier ministre Henry Puna et son Parti des îles Cook conservent de peu leur majorité absolue au Parlement[10].

## Fidji
- 10 janvier : Peter Thomson, ambassadeur des Fidji auprès des Nations unies, est élu directeur exécutif du Programme des Nations unies pour le développement pour l'année 2014, ainsi que du Fonds des Nations unies pour la population et du Bureau des Nations unies pour les services d'appui aux projets[11].

- 5 mars : En accord avec la nouvelle Constitution qu'il a faite proclamer, le premier ministre Voreqe Bainimarama démissionne de ses fonctions de commandant des forces armées, restant à la tête du gouvernement en tant que simple civil afin de pouvoir participer aux élections législatives en septembre. Le général de brigade Mosese Tikoitoga lui succède[12].

- 22 mars : Décès de Qoriniasi Bale (en), ministre de la Justice de 2001 à 2006 (SDL)[13].

- 28 août : Quarante-cinq soldats fidjiens des forces de maintien de paix de l'ONU (FNUOD) sont capturés par des rebelles islamistes du Front al-Nosra sur le plateau du Golan, dans le contexte de la Guerre civile syrienne[14],[15]. Ils sont relâchés le 11 septembre[16].

- 17 septembre : Élections législatives visant à rétablir la démocratie, après huit années de régime militaire. Le parti Fidji d'abord remporte une majorité absolue des sièges, permettant à Voreqe Bainimarama, autour du coup d'État de 2006, de conserver le pouvoir avec l'appui d'un Parlement élu[17]. Ces élections ayant été jugées crédibles et démocratiques par les observateurs internationaux, elles aboutissent à la pleine réintégration des Fidji dans le Commonwealth des nations le 26 septembre[18]. Le 24 octobre, le pays est également réintégré au Forum des Îles du Pacifique[19].

## Guam
- 4 novembre : date prévue pour les élections législatives[20].

## Niue
- 12 avril : Élections législatives. Le premier ministre Toke Talagi conserve sa majorité parlementaire, et la tête du gouvernement[21].

## Nouvelle Calédonie
- février : « De fortes pluies générées par des dépressions tropicales » frappent la Nouvelle-Calédonie, provoquant la mort d'au moins deux personnes[22].

## Nouvelle-Zélande
- 20 septembre : Élections législatives. Le Parti national du Premier ministre John Key conserve une majorité relative des sièges[23].

## Samoa
- 16 avril : Accusé d'abus de pouvoir, le ministre des Finances, Faumuina Tiatia Liuga, démissionne après quinze ans au gouvernement (à divers postes)[24].

## Samoa américaines
- 4 novembre : date prévue pour les élections législatives[20].

## Wallis et Futuna
- 2 septembre : Kapeliele Faupala, lavelua (roi) de Wallis, est destitué « par les autorités traditionnelles » après des désaccords avec son gouvernement[25],[26].